# 瑪麗貝爾·歐文
瑪麗貝爾·歐文（Maribel Owen、1940年4月25日—1961年2月15日）是一名美國花式滑冰運動員。
她是花式滑冰運動員瑪麗貝爾·文森和蓋伊·歐文的女兒，也是1961年美國花式溜冰錦標賽冠軍勞倫絲·歐文的姐姐。她與雙人滑冰搭檔杜德利·理查斯在1960年冬季奧運會上獲得第十名，並於1961年贏得了美國花式溜冰錦標賽冠軍。
1961年，瑪麗貝爾·歐文在前往參加世界花式滑冰錦標賽的途中，因比利時航空548號班機空難喪生。